# Астраханка (станция)
Астраханка (каз. Астрахан) — упразднённая станция в Астраханском районе Акмолинской области Казахстана. В 2009 году переведена в категорию иных населённых пунктов, включена в состав села Жалтыр. Находится примерно в 2 км к северо-западу от центра посёлка Астраханка. Код КАТО — 113640105.

## Население
В 1999 году население станции составляло 28 человек (13 мужчин и 15 женщин). По данным переписи 2009 года, на станции проживали 64 человека (45 мужчин и 19 женщин).

## Известные уроженцы
- Косивцева, Надежда Алексеевна (1913—1986) — Герой Социалистического Труда.